# Бомбардировка Ниша кассетными бомбами

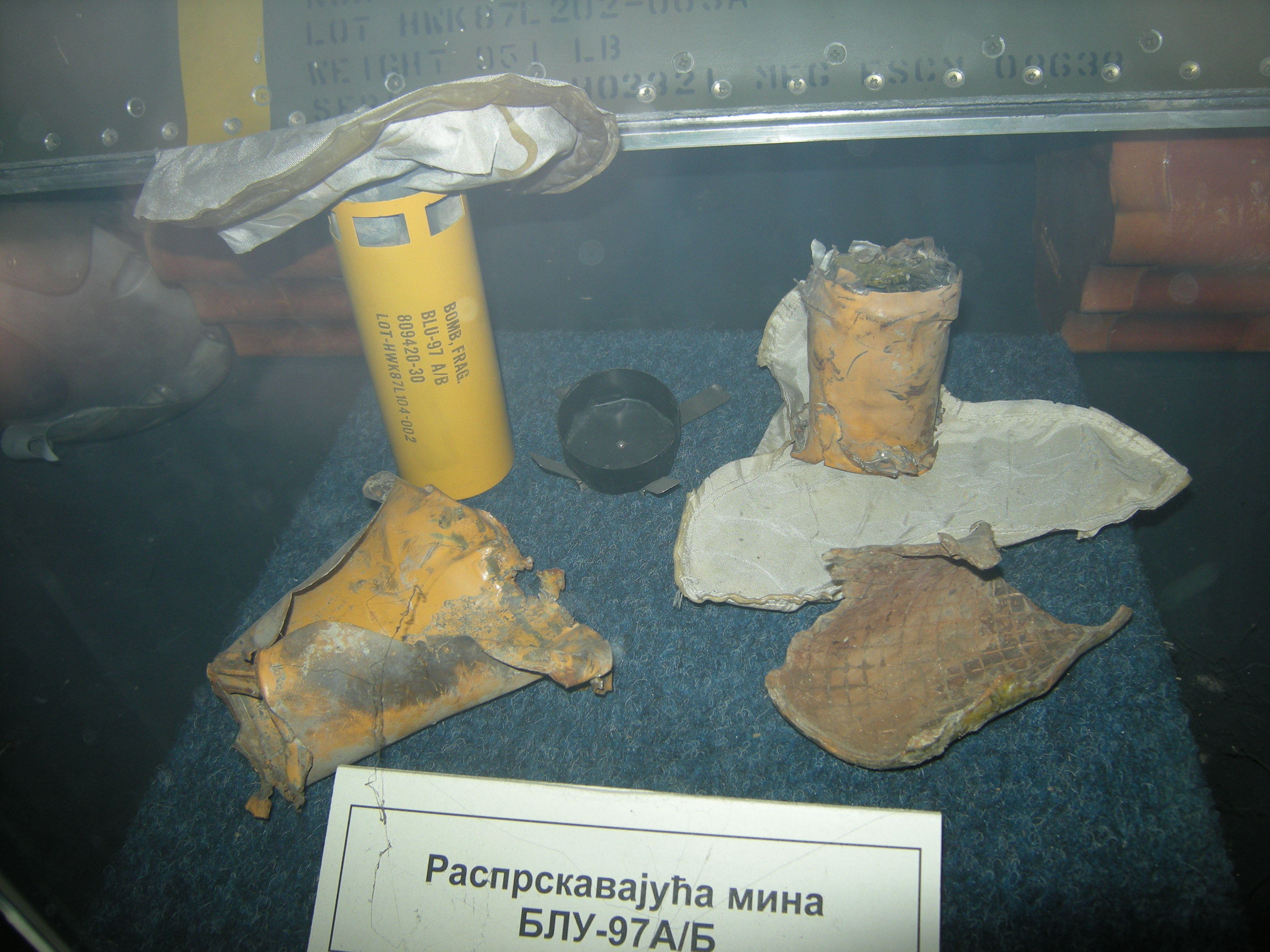
Кассетная бомба

Бомбардировка Ниша кассетными бомбами (серб. Бомбардовање Ниша касетним бомбама) произошла 7 мая 1999. Это был самый серьёзный инцидент, связанный с использованием кассетных бомб во время войны НАТО против Югославии. В результате бомбежки погибло 15 человек, еще 18 было ранено. Также было повреждено несколько десятков домов.

## Бомбардировка

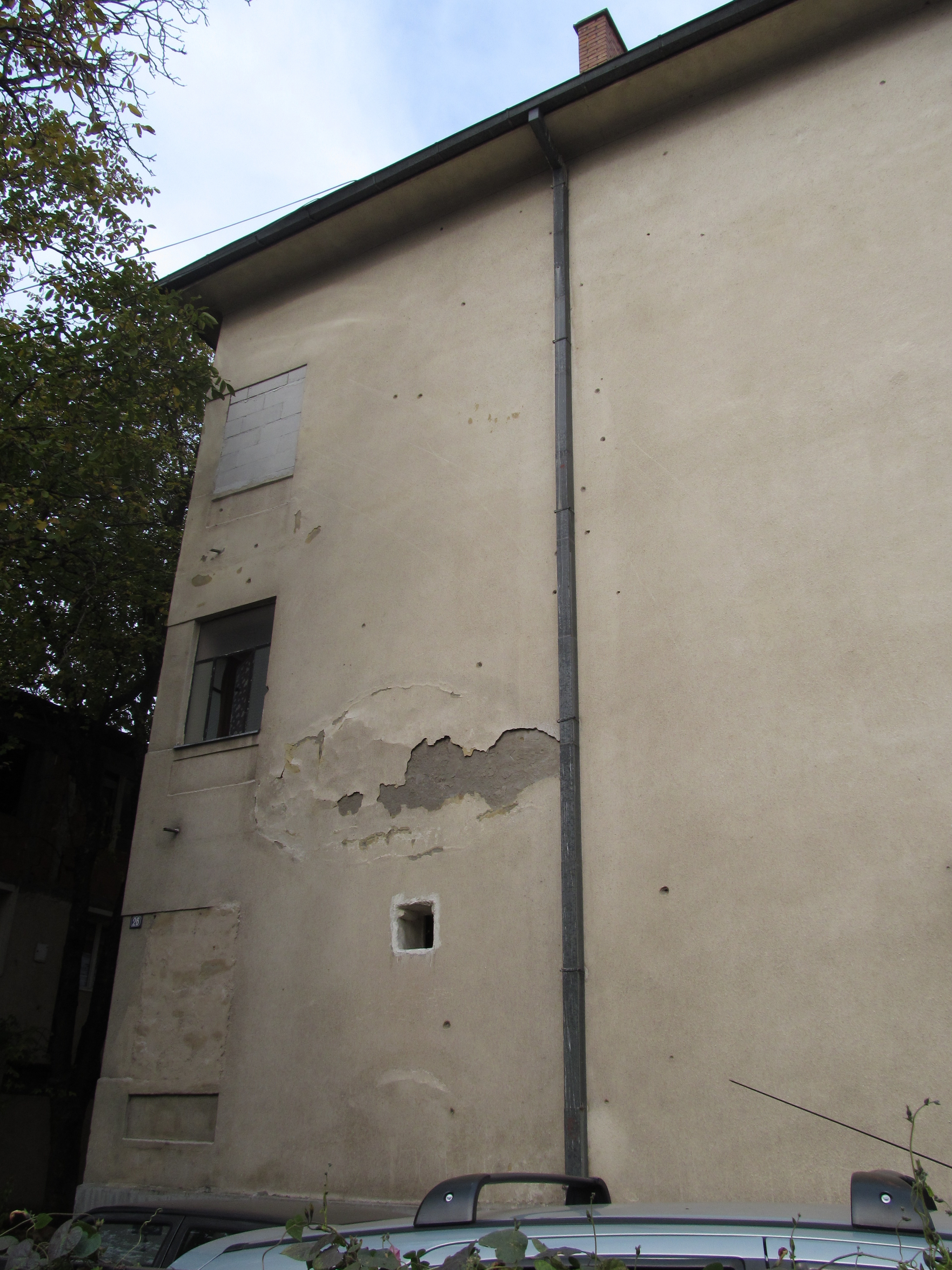
Следы от бомбардировки на одном из зданий в Нише

Бомбардировка Ниша началась в 11:20 7 мая 1999. Целью бомбардировки был расположенный на окраине городской аэродром. Однако, по неизвестной причине, контейнер с кассетными бомбами открылся сразу после запуска из самолета. Снаряды упали на юго-востоке города, возле городского рынка и больницы. 12 человек было убито на месте, ещё трое скончались в больнице.

## Реакция
Генеральный секретарь НАТО Х. Солана заявил :«Нашей целью был аэродром. Мы искренне сожалеем о жертвах среди мирного населения. У альянса не было намерений покушаться на их жизни, и он предпримет все меры предосторожности, чтобы избежать подобных инцидентов»".
После инцидента Нидерланды прекратили использовать кассетные бомбы в кампании, однако другие участники НАТО продолжали использовать их.
По сообщению «Хьюман Райтс Уотч», через несколько дней после инцидента руководство США отдало «беспрецедентное» распоряжение (о котором публично не объявлялось) прекратить использование кассетных бомб.

## Список жертв
1. Александар Делянин (1949)
2. Божидар Велькович (1961)
3. Любиша Станчич (1941)
4. Божидар Джорджевич (1942)
5. Гордана Секулич (1971)
6. Трифун Вучкович (1913)
7. Слободанка Стоилькович (1937)
8. Драгиша Вучич (1941)
9. Живорад Илич (1928)
10. Вера Илич (1934)
11. Саша Милькович (1966)
12. Лильяна Спасич (7 месяц беременности) (1973)
13. Герасим Йовановски (1915)
14. Милутин Живкович (1925)
15. Драгиша Анджелкович (1947)[2]

## Видео
- Bombing of city of Nis 1999